# 正向力

F_{n}為正压力。

在力學中，正压力（英語：normal force) ，又称支持力，是支撑面发生形变对被支持的物体产生的弹力。正压力属于接触力，垂直于接触面。常標記為{\displaystyle F_{n}}。

## 公式
- 物体位于水平接触面上时，正压力恰好等于物体重力，二者方向相反。

{\displaystyle F_{n}=mg}
- 物体在斜面上时，正压力与摩擦力的合力等于物体重力，正压力因此小于物体重力。

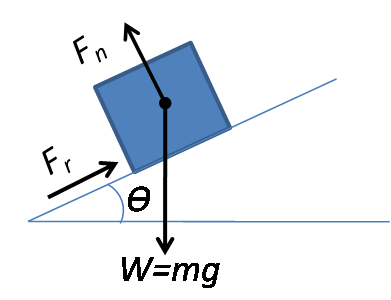

F_{n}=mg\cos(\theta )
1. ↑  数理化自学丛书编委会物理编写小组 (编).  1977年10月新1版. 上海. 1964.5: 159.